# Gabrielle Britton
Gabrielle Britton (Brooklyn, Nueva York, 6 de marzo de 1970) es una investigadora clínica estadounidense-panameña. Es la primera neurocientífica en Panamá, especializada en estudios básicos y clínicos en cognición, aprendizaje y memoria, enfermedades neurodegenerativas y otras enfermedades asociadas a la edad.
Es directora del Centro de Neurociencia del Instituto de Investigaciones Científicas y Servicios de Alta Tecnología (INDICASAT-AIP), un laboratorio de investigación biomédica ubicada en la Ciudad del Saber.
Es cofundadora de la Fundación Ciencia en Panamá.
Fue considerada una de las 100 mujeres más poderosas de Centroamérica, según la revista Forbes, que exaltó su labor en el estudio de las enfermedades neurodegenerativas y asociadas a la edad.
Ha sido profesora universitaria en Panamá y Estados Unidos.
Gabrielle también es activista, feminista y miembro de la comunidad LGBT+.También es divulgadora de CTIM.
Es miembro del Sistema Nacional de Investigación de la Secretaría Nacional de Ciencia, Tecnología e Innovación de Panamá en la categoría de Investigadora Distinguida.
Es investigadora principal del Instituto de Investigaciones Científicas y Servicios de Alta Tecnología de Panamá (INDICASAT-AIP), con sede en la Ciudad del Saber donde junto con el investigador Alcibiades Villarreal y la médica geriatra Lee Ann Gómez maneja el programa Panamá Aging Research Initiative (PARI), una investigación multidisciplinaria que ha entrevistado a más de 700 adultos mayores desde 2011 para la detección temprana de la demencia.
En 2018 fue seleccionada por el Tribunal Electoral para ser miembro de la Junta Nacional de Escrutinio, ente que tuvo a su cargo funciones temporales de escrutinio general de la elección para presidente y vicepresidente de la República de Panamá en las elecciones generales del 5 de mayo de 2019.
En 2019 recibió el premio a la Mujer Destacada del Año otorgado por la Asociación Panameña de Ejecutivos de Empresa (APEDE) por su trayectoria científica en Panamá y el extranjero.

## Biografía

### Primeros años
Gabrielle Britton nació el 6 de marzo de 1970, en Brooklyn, Nueva York. Su madre era panameña y su padre, estadounidense. Su mamá, Rosa María Crespo de Britton, a quien considera una de sus mentoras, fue directora del Instituto Oncológico Nacional (ION) y una reconocida escritora de Panamá.
En 1973, siendo una niña muy pequeña, llegó a Panamá junto a su madre.
Estudió primaria en el colegio St. Mary, en la Ciudad de Panamá. Luego estudió en el entonces Curundu Junior High, que existía en la antigua Zona del Canal.
Vivió en Panamá hasta los 14 años.
Culminó sus estudios secundarios en la escuela privada Northfield Mount Hermon, en el estado de Massachusetts, Estados Unidos.
Creció rodeada de médicos en su familia. Desde niña siempre le interesó la matemática y la ciencia.

### Vida profesional en Estados Unidos
A los 18 años consiguió un trabajo en un laboratorio de investigación en psicología experimental. Desde ese entonces se sintió atraída por trabajar en laboratorios.
En 1991 se graduó como licenciada en Psicología en la Facultad de Psicología, de Vanderbilt University, en Nashville, Tennessee.
En 1994 obtuvo una maestría en Psicología, en Mount Holyoke College, South Hadley, Massachusetts. Seis años más tarde logró un doctorado en Neurociencia y Psicología, en la Facultad de Psicología y Programa de Neurociencias, de Indiana University, Bloomington, Indiana.
En esta misma universidad además realizó un post doctorado.
Al culminar su post doctorado trabajó como profesora en Lafayette College, en el estado de Pensilvania.

### Vida profesional en Panamá
En 2006 fijó su residencia en Panamá. Regresó al país por medio de un subsidio de repatriación de la Secretaría Nacional de Ciencia, Tecnología e Innovación (SENACYT), que en ese entonces era dirigido por el doctor Julio Escobar, Secretario Nacional de la SENACYT.
Del 2009 al 2010 fue directora encargada del INDICASAT. Entre 2015 y 2019 fue representante principal de esta institución en el Comité Nacional de Bioética de Investigación (CNBI).
Laborando dentro de INDICASAT AIP, uno de los temas que llamó la atención al equipo fue el envejecimiento poblacional. Así nació, en 2010, el programa Panama Aging Research Initiative (PARI), que fundó con el doctor Alcibiades Villarreal (doctor en Biotecnología) y la doctora Lee Anne Gómez (geriatra). El programa en español se llama Iniciativa de Investigación Enfocada en el Envejecimiento en Panamá.
Este programa, que actualmente Gabrielle coordina, es el primero en Centroamérica. Tiene un enfoque longitudinal, donde se recluta una cohorte de personas de 60 años y mayores, a quienes se les hace un estudio y una entrevista clínica (se pesan, se tallan, se les toma una serie de medidas de fuerza, y se le hace una evaluación cognitiva neuropsicológica). Toda esta evaluación se realiza de nuevo cada año y medio o dos años, a la misma cohorte de personas mayores.
Con el programa PARI, se ha descubierto que el gen Apolipoproteína E, que eleva el riesgo de padecer alzheimer, pone en riesgo a los/as panameños/as de sufrir esta enfermedad. También se ha demostrado, al igual que en otras latitudes, que un perfil de proteínas en sangre puede discriminar a individuos con Alzheimer de aquellos sin deterioro cognitivo, con una precisión de 95%. El reto que tenemos los grupos de trabajo que buscamos marcadores biológicos de Alzheimer en sangre, es poder identificar quienes están en riesgo de padecer Alzheimer antes de que se manifiesten los síntomas clínicos, lo que se determinará en el transcurso de los años con base en los resultados del estudio longitudinal.
La capacidad pronóstica de la prueba en sangre repercute en el desarrollo eventual de una herramienta de diagnóstico que pudiera ayudarnos a identificar personas en riesgo con antelación, "porque uno de los mayores retos es diagnosticar correctamente la enfermedad de Alzheimer de manera oportuna".

## Premios y reconocimientos
Por dos años figuró en la lista de las 100 mujeres más poderosas de Centroamérica, publicada por la revista Forbes.
En marzo de 2019 recibió el premio Mujer Destacada del Año en Panamá, reconocimiento otorgado por la Asociación Panameña de Ejecutivos de Empresa (Apede).
En 2005 fue beneficiaria de la reconocida beca Fulbright.
Es investigadora distinguida del Sistema Nacional de Investigación (SNI) desde el 2015.
Recibió la Medalla Dra. Enid Cook de Rodaniche, reconocimiento otorgado por el Club Rotario de Panamá en 2022.

## Publicaciones
- El rol de los investigadores clínicos durante el COVID-19: Balancear los beneficios individuales, científicos y sociales de la investigación. The role of clinical researchers during COVID-19: Balancing individual, scientific, and social benefits of research. Frontiers in Public Health (2021)[25]
- Biomarcadores vasculares y variante ApoE4 en deterioro cognitivo leve y enfermedad de Alzheimer. Vascular biomarkers and ApoE4 expression in mild cognitive impairment and Alzheimer’s disease. AIMS Neuroscience (2018)[26]
- Biomarcadores sanguíneos de la enfermedad de Alzheimer: Estado actual de la ciencia y  un nuevo paradigma colaborativo para avanzar del descubrimiento a la clínica. Blood based biomarkers in Alzheimer disease: Current state of the science and a novel collaborative paradigm for advancing from discovery to clinic. Alzheimer’s & Dementia (2017)[27]
- Caracterización de la enfermedad de Alzheimer y Deterioro Cognitivo Leve en Adultos Mayores en Panamá. Characterization of Alzheimer’s Disease and Mild Cognitive Impairment in Older Adults in Panama. Journal of Alzheimer's Disease, volumen 54 (2016)[28]
- Una prueba de detección de sangre para la enfermedad de Alzheimer. A blood screening test for Alzheimer’s disease. Alzheimer’s & Dementia: Diagnosis (2016)[29]
- Cambios conductuales cognitivos y emocionales asociados con el tratamiento con metilfenidato: revisión de estudios preclínicos, Cognitive and emotional behavioral changes associated with methylphenidate treatment: a review of preclinical studies. International Journal of Neuropsychopharmacology (2012)[30]